# Pont de la Roca
El Pont de la Roca és una pont del municipi de Sant Llorenç Savall (Vallès Occidental) inclòs en l'Inventari del Patrimoni Arquitectònic de Catalunya.

## Descripció
Pont d'un sol arc, tot de pedra, pla i molt reforçat. Va de la carretera de Terrassa a Sant Llorenç, poc abans d'arribar al poble. Passa per sobre del riu Ripoll, afluent per la dreta del Besós.